# Дацик В'ячеслав Валерійович
В'ячеслав Вале́рович Да́цик (нар. 13 лютого 1980, Сланці, Ленінградська область) — російський професійний боксер, боєць змішаного стилю, кікбоксер і тайбоксер на прізвисько «Рудий Тарзан». Популярність у колах любителів боїв отримав за перемогу нокаутом у дебютному поєдинку над Андрієм Орловським у 1999 році, а також за ексцентричну поведінку на рингу.
Прихильник ультранаціоналістичного руху «Слов'янський союз». У 2007 році був затриманий за серію пограбувань салонів стільникового зв'язку, визнаний неосудним, поміщений до психіатричної клініки, звідки в 2010 році втік. Нелегально прибувши до Норвегії, попросив там політичного притулку, у чому йому було відмовлено. Норвезькою експертизою Дацика було визнано осудним і засуджено до тюремного ув'язнення за незаконне носіння зброї. Після відбуття терміну рішенням суду депортовано до Росії, де засуджено до п'яти років позбавлення волі. 17 березня 2016 року вийшов на волю із красноярської колонії. У грудні 2019 року був затриманий при спробі перетину російсько-естонського державного кордону по річці Нарва в районі села Переволок Ленінградської області.

## Ранні роки
Дацик народився 13 лютого 1980 року у місті Сланці Ленінградської області. Був єдиною дитиною у сім'ї. Про своє дитинство він розповідає:
|  | У п'ять років мені наснився сон: на мене напав здоровий собака. Наступного дня я ліг спати з ножем, щоб прирізати цього собаку. Більше мені жодних снів не сниться. До мене у школі всі докопувалися. Коли мені було вісім років, я побив кількох дев'ятикласників. Вирвав трицепс із шиї в одного з них, іншому зламав ніс. Ну і мене били, за один рік було 16 струсів, у реанімацію потрапив із пробитою головою та трьома вибитими зубами. |

У зв'язку з агресивною поведінкою він був поставлений на облік у міліції.
Дацик захопився бойовими мистецтвами: дзюдо, муай тай — а також гирьовим спортом. Після закінчення дев'яти класів він вступив до Сланцевського індустріального технікуму за спеціальністю «економіка та бухгалтерський облік», який, однак, не закінчив будучи виключеним через бійку.
У 1998 році переїхав до Санкт-Петербурга, де продовжив займатися єдиноборствами і згодом почав виступати на змаганнях.
В армії В'ячеслав не служив.

## Спортивна кар'єра
Дацик є представником тайського боксу. У Федерації тайського боксу перебував до 1998 (за іншими даними — до 2004).
Дебютний бій на офіційному професійному рингу змішаних єдиноборств Дацик провів у 1999 році проти Андрія Орловського, який також дебютував, і який згодом став чемпіоном UFC. Протягом усього бою Андрій володів перевагою, проте потім пропустив несподіваний сильний удар у щелепу праворуч і впав. Було зафіксовано нокаут.
У наступному бою проти Мартіна Малхасяна Дацик був спійманий на задушливому прийомі (задушення ззаду), але відмовлявся здатися доти, доки не знепритомнів від задухи.
Свою другу перемогу Дацик здобув над Андрієм Будником на чемпіонаті світу з панкратіону. Під час бою В'ячеслав отримав попередження за захоплення волосся. Після цього він став поводитися неадекватно, безладно смикаючи руками та ногами у спробі завдати ударів. Однак один із них потрапив у ціль і противник здався. Під час виходу із зали у Дацика заплелися ноги і він, не утримавши рівноваги, упав. Ці кадри потім часто демонструвалися в репортажах про нього.
8 лютого 2001 року Дацик зустрічався з Віталієм Шкрабою. Після другого попередження за натискання на очі В'ячеслава було дискваліфіковано, проте з рішенням не погодився і почав сперечатися з суддею. Через два місяці — на першому турнірі під егідою M-1 «Росія проти Світу» — Дацик зустрічався з Патріком Де Віттом з Нідерландів, якого переміг у першому раунді задушливим прийомом.
8 грудня 2001 року на черговому турнірі з панкратіону Дацику протистояв Рамазі Коркелія. Кадри з цього бою також згодом дуже часто були присутні в репортажах про В'ячеслава. Протягом бою Дацик атакував пах противника, а після того, як йому було зараховано технічну поразку, він, не згодний з рішенням, намагався продовжити поєдинок.

## Статистика професійних боїв
Повна статистика поєдинків (до грудня 2019 року) представлена на сайті Tapalogy.com

### У змішаних єдиноборствах
| Професійна кар'єра бійця |           |           |
| Боїв 15                  | Перемог 7 | Поразок 8 |
| Нокаут                   | 3         | 3         |
| Здача                    | 3         | 2         |
| Рішення суддів           | 1         | 0         |
| Дискваліфікація          | 0         | 3         |

| Результат | Рекорд | Суперник          | Спосіб                              | Турнір                                             | Дата              | Раунд | Час  | Місце                  | Примітки                                                       |
| --------- | ------ | ----------------- | ----------------------------------- | -------------------------------------------------- | ----------------- | ----- | ---- | ---------------------- | -------------------------------------------------------------- |
| Перемога  | 7-8    | Джефф Монсон      | Єдиноголосне рішення суддів         |                                                    | 5 серпня 2022     | 3     |      | Москва, Росія          | Бій за пояс чемпіона «Бійцівського клубу РЕН-ТВ» у важкій вазі |
| Перемога  | 6-8    | Андрій Кірсанов   | Нокаут (удар)                       | «Битва без масок»                                  | 19 листопада 2019 | 3     | 2:13 | Санкт-Петербург, Росія |                                                                |
| Поразка   | 5-8    | Артем Тарасов     | Дискваліфікація                     | «Битва за хайп 2»                                  | 15 квітня 2019    | 3     | 2:04 | Москва, Росія          |                                                                |
| Перемога  | 5-7    | Роман Савочка     | Технічний нокаут (удари)            | CR — Pankration Cup                                | 1 червня 2006     | N/A   | N/A  | Москва, Росія          |                                                                |
| Поразка   | 4-7    | Ромазі Коркелія   | Дискваліфікація                     | IAFC — Mega-Sphere Open Cup 1 (Russian Absolute 1) | 4 серпня 2001     | 1     | N/A  | Москва, Росія          |                                                                |
| Поразка   | 4-6    | Роман Савочка     | Технічний нокаут (удари)            | IAFC — Mega-Sphere Open Cup 1 (Russian Absolute 1) | 4 серпня 2001     | 1     | N/A  | Москва, Росія          |                                                                |
| Поразка   | 4-5    | Роман Савочка     | Задушливий прийом                   | IAFC — Mega-Sphere Open Cup 1 (Russian Absolute 1) | 4 серпня 2001     | 1     | 1:40 | Москва, Росія          |                                                                |
| Перемога  | 4-4    | Патрік де Вітт    |                                     | M-1 MFC — Russia vs. the World 1                   | 27 квітня 2001    | 1     | 0:30 | Санкт-Петербург, Росія |                                                                |
| Поразка   | 3-4    | Віталій Шкраба    |                                     | IAFC — Pankration Russian Championship 2001        | 8 лютого 2001     | 1     | 3:05 | Ярославль, Росія       |                                                                |
| Перемога  | 3-3    | Андрій Будник     | Здача (удари)                       | IAFC — Pankration World Championship 2000 [Day 1]  | 28 квітня 2000    | 1     | 2:13 | Москва, Росія          |                                                                |
| Поразка   | 2-3    | Рамазан Межидов   | Технічний нокаут (удари)            | IAFC — Pankration Russian Championship 2000        | 9 квітня 2000     | N/A   | N/A  | Волгоград, Росія       |                                                                |
| Поразка   | 2-2    | Вадим Куватов     | Технічний нокаут (удари)            | M-1 MFC — Russia Open Tournament                   | 5 грудня 1999     | 1     | N/A  | Санкт-Петербург, Росія |                                                                |
| Перемога  | 2-1    | Станіслав Нущик   | Больовий прийом (скручування п'яти) | M-1 MFC — Russia Open Tournament                   | 5 грудня 1999     | 1     | N/A  | Санкт-Петербург, Росія |                                                                |
| Поразка   | 1-1    | Мартін Малхасян   |                                     | M-1 MFC — World Championship 1999                  | 9 квітня 1999     | 1     | 0:58 | Санкт-Петербург, Росія |                                                                |
| Перемога  | 1-0    | Андрій Орловський | Нокаут (удар)                       | M-1 MFC — World Championship 1999                  | 9 квітня 1999     | 1     | 6:05 | Санкт-Петербург, Росія |                                                                |

### У боксі
| 8 поєдинків, 6 перемог (4 нокаутом), 2 поразки. | 8 поєдинків, 6 перемог (4 нокаутом), 2 поразки. | 8 поєдинків, 6 перемог (4 нокаутом), 2 поразки. | 8 поєдинків, 6 перемог (4 нокаутом), 2 поразки. | 8 поєдинків, 6 перемог (4 нокаутом), 2 поразки.       | 8 поєдинків, 6 перемог (4 нокаутом), 2 поразки. | 8 поєдинків, 6 перемог (4 нокаутом), 2 поразки. | 8 поєдинків, 6 перемог (4 нокаутом), 2 поразки.                                                |                    |
| Результат                                       | Рекорд                                          | Дата бою                                        | Суперник                                        | Турнір                                                | Місце проведення бою                            | Спосіб (раунди), час                            | Коментарі                                                                                      | Відео              |
| ----------------------------------------------- | ----------------------------------------------- | ----------------------------------------------- | ----------------------------------------------- | ----------------------------------------------------- | ----------------------------------------------- | ----------------------------------------------- | ---------------------------------------------------------------------------------------------- | ------------------ |
| Перемога                                        | 6-2                                             | 24 вересня 2022 року                            | Олександр Омеляненко                            | Hardcore Boxing                                       | Москва, Росія                                   | Нокаут (1 з 6), 0:12                            |                                                                                                |                    |
| Поразка                                         | 5-2                                             | 23 липня 2022 року                              | Іслам Карімов                                   | Hardcore Boxing                                       | Москва, Росія                                   | Технічний нокаут (2 з 4), 0:14                  |                                                                                                | YouTube на YouTube |
| Перемога                                        | 5-1                                             | 15 червня 2022 року                             | Антоніу Сілва                                   | Hardcore Boxing                                       | Москва, Росія                                   | Технічний нокаут (2 з 4), 0:44                  |                                                                                                | YouTube на YouTube |
| Перемога                                        | 4-1                                             | 15 квітня 2022                                  | Сауло Каваларі                                  | Pravda Old School Boxing та «Бійцівський клуб РЕН ТВ» | Арена «ГлавClub», Москва, Росія                 | Технічний нокаут (1 з 6), 1:37                  | У рукавичках вагою 10 унцій                                                                    | YouTube на YouTube |
| Поразка                                         | 3-1                                             | 28 січня 2022                                   | Зелемхан Дукаєв                                 | «Бійцівський клуб РЕН ТВ»                             | Студія «РЕН ТВ», Москва, Росія                  | Єдиноголосне рішення суддів (3)                 | У рукавичках вагою 16 унцій. Бій за пояс чемпіона «Бійцівського клубу РЕН-ТВ» у надважкій вазі | YouTube на YouTube |
| Перемога                                        | 3-0                                             | 13 серпня 2021                                  | Даніял Ельбаєв                                  | «Бійцівський клуб РЕН ТВ»                             | Студія «РЕН ТВ», Москва, Росія                  | Єдиноголосне рішення суддів (3)                 |                                                                                                | YouTube на YouTube |
| Перемога                                        | 2-0                                             | 11 червня 2021                                  | Тайсон Діжон                                    | WTKF Boxing Night. «Буря в червні»                    | Vegas City Hall, Москва, Росія                  | Єдиноголосне рішення суддів (3)                 |                                                                                                | YouTube на YouTube |
| Перемога                                        | 1-0                                             | 20 лютого 2021                                  | Тайсон Діжон                                    | «Королі рингу»                                        | Vegas City Hall, Москва, Росія                  | Нокаут (4 з 4), 0:45                            |                                                                                                | YouTube на YouTube |

## Кримінальна біографія

### Злочини, затримання, визнання неосудним
Дацик у складі організованої злочинної групи займався розбоєм: грабував салони мобільного зв'язку. У лютому 2007 року його затримали співробітники карного розшуку.
Дацика було визнано неосудним, і суд призначив йому примусове лікування у спеціалізованій психіатричній клініці закритого типу. За словами самого Дацика, він спеціально домагався діагнозу «шизофренія, ускладнена травмами».
До оголошення вердикту експертизи він перебував у «Хрестах». У жовтні 2009 року його помістили до Санкт-Петербурзької спеціалізованої психіатричної лікарні. Незабаром адміністрація клопотала у суді про заміну Дацику примусового лікування на амбулаторне спостереження. Проте суд клопотання відхилив.
У липні 2010 року Дацика було переведено до Дружносільської обласної психіатричної лікарні.

### Втеча до Норвегії
21 серпня 2010 року Дацик втік з клініки. Наступного дня він пограбував салон стільникового зв'язку "Вест Телеком ", викравши понад 6 тисяч рублів. Після цього про нього повідомили багато ЗМІ. В Інтернеті були викладені ролик з його тренуванням, а також нові фотографії.
Висловлювалися думки, що він може бути в Москві, але 21 вересня Дацик з'явився в Норвегії, де прийшов у поліцейський відділок з проханням дати йому політичний притулок, а також здав пістолет Макарова. В Інтернеті з'явився ролик зі зверненням Дацика до Олександра Омеляненка, де він відповідає на промову, сказану останнім в інтерв'ю. Як повідомив лідер «Слов'янського союзу» Дмитро Демушкин, В'ячеслав зустрівся в Осло з лідером місцевого осередку організації. Дацик пояснив, що спочатку потрапив до Естонії, а вже звідти — до Норвегії.
Пізніше Дацику було відмовлено у наданні притулку і було заявлено, що Дацика депортують. Поліцейський лікар при загальному огляді Дацика дав висновок про те, що в осудності В'ячеслава сумніватися не доводиться і що додаткове психіатричне обстеження не потрібне. Таким чином, Дацик, визнаний у Росії неосудним, на думку норвезького лікаря, перебуває в здоровому глузді. Адвокат, своєю чергою, заявив, що примусове психіатричне лікування В'ячеслава було проявом каральної психіатрії, спрямованої на придушення інакомислення. Також Дацик стверджував, що піддавався тортурам з боку російської влади.
11 жовтня з'явилися повідомлення, що Дацик у в'язниці порізав собі руки та шию на знак протесту.
22 грудня розпочалося судове засідання у справі Дацика. В'ячеслав несподівано заявив на суді, що був завербований ФСБ для вбивства Ахмеда Закаєва, після виконання якого буде випущений на волю якийсь друг Дацика, який відбуває довічне ув'язнення. З усім тим, 23 грудня норвезький суд засудив Дацика до восьми місяців в'язниці за незаконне носіння зброї за вирахуванням 98 днів, які він уже провів у камері до суду.

### Повернення до Росії
18 березня 2011 Дацик був екстрадований до Росії.
У Росії Дацику було пред'явлено нове звинувачення щодо незаконного перетину кордону на додаток до наявного нападу на салони зв'язку. Він був поміщений до одиночної камери у слідчому ізоляторі № 1 «Хрести».

### Вирок та відбуття покарання
7 грудня 2012 року Невський районний суд Петербурга засудив Дацика за пограбування салону стільникового зв'язку до 5 років позбавлення волі з відбуванням покарання в колонії загального режиму. Кримінальне переслідування за підпал церкви суд припинив, оскільки, згідно з нормами міжнародного права, особу, видану іноземною державою, не може бути залучено за скоєння злочинів, які не вказані у запиті на видачу.
17 березня 2016 року був звільнений із виправної колонії № 31 у Красноярську у зв'язку із закінченням терміну покарання.

### Повернення до MMA
У квітні 2019 року в рамках шоу «Битва за хайп» Амірана Сардарова Дацик зустрівся на рингу з блогером Артемом Тарасовим. Спортивної складової у поєдинку було мало через величезну різницю у вазі між учасниками поєдинку. Тарасов переміг суддівським рішенням, оскільки Дацик використав у бою заборонені прийоми.
15 грудня 2019 року Дацик провів бій у рамках фіналу Чемпіонату світу за правилами TNA. Суперником російського спортсмена став статусний боєць K-1 і відомий французький важкоатлет Жером Ле Банне, якому на момент бою було 46 років. Попри те, що Дацику вдалося відправити суперника до нокдауну, у другому раунді росіянин пропустив важкий удар у печінку і не зміг продовжити бій, поступившись французу технічним нокаутом.

### Арешт за незаконний перетин кордону
8 червня 2020 року стало відомо, що В'ячеслава Дацика засуджено на 1 рік за незаконне перетинання кордону з Естонією в грудні 2019 року. Відразу після затримання він був взятий під варту і кілька місяців перебував в ізоляторі, поки чекав на вирок суду. 14 листопада 2020 вийшов з колонії.

## Особисте життя
Дацик тривалий час співмешкав із жінкою з Уфи на ім'я Ксенія, яка народила сина Ярослава та дочку Василису. У 2019 році в пресі з'явилися взаємні звинувачення від Дацика та його колишньої співмешканки у побитті своїх дітей.
Того ж року став зустрічатися з Вікторією Малмигіною.